# Maßtheorie
Die Maßtheorie ist ein Teilgebiet der Mathematik, das sich mit der Konstruktion und der Untersuchung von Maßen beschäftigt. Es geht dabei um Verallgemeinerungen elementargeometrischer Begriffe wie Streckenlänge, Flächeninhalt und Volumen auf kompliziertere Mengen. Die Maßtheorie bildet das Fundament der modernen Integrations- und Wahrscheinlichkeitstheorie.
Als Maß wird in der Maßtheorie eine Abbildung verstanden, die gewissen Teilmengen einer Grundmenge reelle Zahlen zuordnet. Die Teilmengen müssen dazu ein Mengensystem mit bestimmten Eigenschaften bilden und auch die Zuordnung selbst muss gewisse Voraussetzungen erfüllen. In der Praxis ist häufig nur eine partielle Zuordnung von vornherein bekannt. Zum Beispiel ordnet man in der Ebene Rechtecken das Produkt ihrer Kantenlängen als Flächeninhalt zu. Die Maßtheorie untersucht nun einerseits, ob sich in konsistenter Weise und eindeutig diese Zuordnung auf größere Teilmengensysteme erweitern lässt, und andererseits, ob dabei zusätzliche gewünschte Eigenschaften erhalten bleiben. Im Beispiel der Ebene möchte man natürlich auch Kreisscheiben einen sinnvollen Flächeninhalt zuordnen und man wird gleichzeitig neben den Eigenschaften, die man von Maßen ganz allgemein verlangt, auch Translationsinvarianz fordern, das heißt, der Inhalt einer Teilmenge der Ebene ist unabhängig von ihrer Position.

## Motivation
Der komplizierte Aufbau der Maßtheorie wird dadurch verursacht, dass es nicht möglich ist, eine Maßfunktion zu finden, die jeder beliebigen Teilmenge der reellen Zahlenebene ein Maß zuordnet, das dem klassischen Flächeninhalt sinnvoll entspricht. Schon bei der eindimensionalen Zahlengeraden scheitert dieser Versuch und auch bei höheren Dimensionen gelingt dies nicht. Die Frage, ob dies möglich ist, wurde erstmals 1902 von Henri Lebesgue in seiner Pariser Thèse als Maßproblem formuliert.
An eine sinnvolle Entsprechung des Flächeninhalts (um vom 2-dimensionalen Fall auszugehen) werden  dabei die folgenden Forderungen gestellt:
1. Ein Quadrat mit der Kantenlänge eins hat den Flächeninhalt eins („Normiertheit“).
2. Die Verschiebung, Drehung oder Spiegelung einer beliebigen Fläche ändert nicht ihren Flächeninhalt („Bewegungsinvarianz“).
3. Der Flächeninhalt einer endlichen oder abzählbar unendlichen Vereinigung von paarweise disjunkten Flächen ist die Summe der Flächeninhalte der Teilflächen (σ-Additivität).

1905 konnte Giuseppe Vitali zeigen, dass dieses Problem nicht für beliebige Teilmengen lösbar ist. Eine der Forderungen muss sinnvollerweise abgeschwächt werden. Wird die dritte Forderung abgeschwächt und auf endliche Vereinigungen beschränkt, führt dies zum  Inhaltsproblem von Felix Hausdorff. Hausdorff konnte 1914 zeigen, dass dieses Inhaltsproblem im Allgemeinen (Dimension größer oder gleich 3) nicht lösbar ist. Ausnahmen bilden die reellen Zahlen und die reelle Ebene, für die es eine Lösung des Inhaltsproblems, eine sogenannte Inhaltsfunktion gibt (siehe Definition Inhalt). Schränkt man jedoch die zu messenden Mengen ein und betrachtet anstatt beliebiger Teilmengen nur ein bestimmtes System von Teilmengen, so kann man das Maßproblem allgemein für beliebige Raumdimensionen lösen und auf diesem Mengensystem ein Maß mit den gewünschten Eigenschaften definieren (siehe Definition Maß). Eine Einschränkung der Forderung der σ-Additivität ist dann nicht mehr notwendig.
Die Maßtheorie beschäftigt sich also mit verschiedenen Mengensystemen und den Inhaltsfunktionen, die man darauf definieren kann. Dabei werden nicht nur reelle Mengensysteme betrachtet, sondern abstrakte Mengensysteme auf beliebigen Grundmengen. Dadurch lassen sich, bei geringem Mehraufwand, die Ergebnisse besser in Funktionalanalysis und Wahrscheinlichkeitstheorie anwenden.

## σ-Additivität
Die für den modernen Maßbegriff zentrale Eigenschaft der {\displaystyle \sigma }-Additivität wurde von Émile Borel 1909 eingeführt und wurde anfangs nicht unkritisch gesehen. Insbesondere stellt sich heraus, dass {\displaystyle \sigma }-Additivität eine so starke Forderung ist, dass nicht einmal die Existenz einer {\displaystyle \sigma }-additiven Funktion auf der Potenzmenge einer überabzählbaren Menge ohne weiteres gegeben ist, völlig abgesehen von zusätzlichen Forderungen wie Translationsinvarianz (Ulams Maßproblem).
Auch führt die jordansche Konstruktion zu lediglich endlich additiven Inhalten, die endliche Additivität (eine schwächere Eigenschaft als {\displaystyle \sigma }-Additivität) ist hier eine Folgerung aus der Definition des Inhalts. Borel postuliert dagegen die {\displaystyle \sigma }-Additivität des Maßes und bestimmt so die Maße von Mengen, welche in einer, unter abzählbaren Anwendungen von bestimmten Mengenoperationen vollständigen, {\displaystyle \sigma }-Algebra enthalten sind. Henri Lebesgues Definition des Integrals 1902 erhält jedoch die {\displaystyle \sigma }-Additivität. Die Einschränkung der Additivität auf endlich oder abzählbar viele Mengen kann als Ausweg aus dem (stilisierten) Maßparadoxon von Zenon angesehen werden.
Maßtheorie als Grundlage der Wahrscheinlichkeitsrechnung, wie von Kolmogorow etabliert, verwendet im Allgemeinen auf Eins normierte Maße als Wahrscheinlichkeiten und nicht auf Eins normierte Inhalte. Gemeinhin wird dies mit den großen technischen Vorteilen begründet, so auch bei Kolmogorow.
Hiervon abgewichen wird gelegentlich in subjektivistischen Wahrscheinlichkeitsinterpretationen, besonders prominent bei Bruno de Finetti. Andererseits existieren Dutch-Book-Argumente für die {\displaystyle \sigma }-Additivität von Graden persönlicher Überzeugung (englisch degree of belief).

## Definitionen und Beispiele

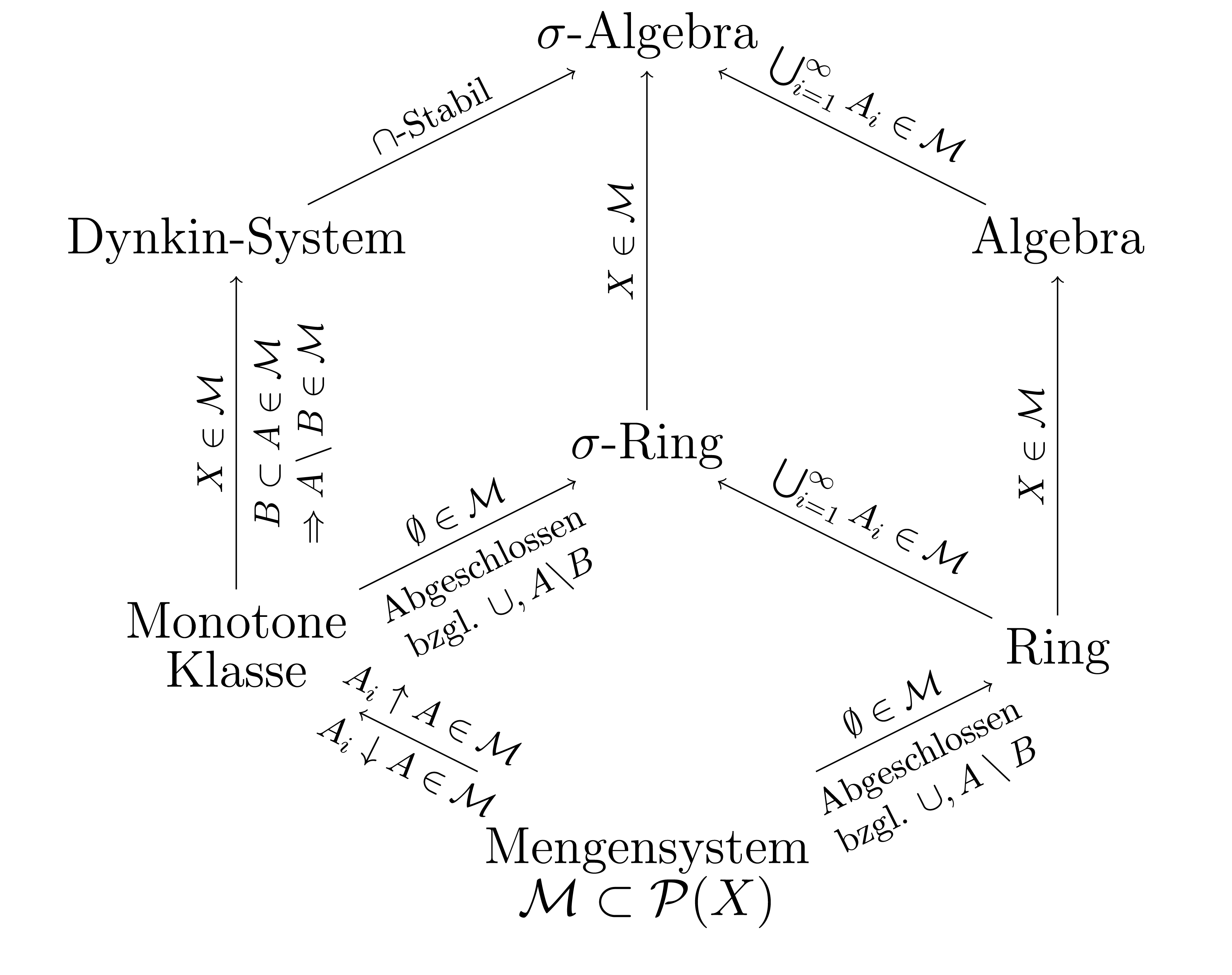
Hierarchie der in der Maßtheorie verwendeten Mengensysteme

Die zu messenden Mengen fasst man in Mengensysteme zusammen, die unterschiedlich stark gegenüber Mengenoperationen abgeschlossen sind. Bedeutende maßtheoretische Beispiele von Mengensystemen sind:
Potenzmenge, σ-Algebra, Halbring, Ring,
Algebra, Dynkin-System, Monotone Klassen oder durchschnittstabiles Mengensystem.
Dabei ist die Potenzmenge das umfassendste aller Mengensysteme und enthält jede beliebige Teilmenge der Grundmenge. Die σ-Algebra, die das wichtigste Mengensystem der Maßtheorie ist, enthält im Allgemeinen weniger Mengen als die Potenzmenge.
Für die Maßtheorie wichtige Inklusionen:
- Jede Potenzmenge ist eine σ-Algebra und ein Dynkin-System.
- Jede σ-Algebra ist eine Algebra.
- Jede Algebra ist ein Ring.
- Jeder Ring ist ein Halbring.
- Jeder Halbring ist ein durchschnittstabiles Mengensystem.

Auf diesen Mengensystemen definiert man Mengenfunktionen wie beispielsweise Inhalte, Prämaße, Maße oder äußere Maße, die jeder Menge des Mengensystems einen Wert in {\displaystyle [0,\infty ]} (der erweiterten positiven reellen Achse) zuordnen.
Es ist zu beachten, dass die genannten Begriffe (Inhalt, Prämaß, Maß) in der Literatur uneinheitlich definiert werden, insbesondere in Bezug auf das zugrundeliegende Mengensystem. So wird zum Beispiel der Begriff Inhalt teilweise auf einem Ring, Halbring oder für beliebige Mengensysteme, die die leere Menge enthalten, definiert. Im Folgenden sei deshalb die allgemeine Variante angegeben mit Verweis auf die Folgerungen für die Wahl spezieller Mengensysteme.

### Inhalt

Endliche Additivität für ein Inhalt : Der Inhalt einer endlich disjunkten Vereinigung ist gleich der Summe über die Inhalte der einzelnen Teilmengen.

Eine Funktion {\displaystyle \mu }, die jeder Menge {\displaystyle A} aus dem Mengensystem {\displaystyle {\mathcal {C}}} mit {\displaystyle \emptyset \in {\mathcal {C}}} über {\displaystyle \Omega } einen Wert {\displaystyle \mu (A)} zuordnet, der in {\displaystyle [0,\infty ]} ist, heißt Inhalt, falls für diese Abbildung {\displaystyle \mu \colon {\mathcal {C}}\rightarrow [0,\infty ]} gilt:
- Die leere Menge hat den Wert null: {\displaystyle \mu (\emptyset )=0}.
- Die Funktion ist endlich additiv. Sind also {\displaystyle A_{1},A_{2},\dotsc ,A_{n}} endlich viele paarweise disjunkte Mengen aus {\displaystyle {\mathcal {C}}} und {\displaystyle \textstyle \bigcup _{i=1}^{n}A_{i}\in {\mathcal {C}}}, dann gilt

{\displaystyle \mu \left(\bigcup _{i=1}^{n}A_{i}\right)=\sum _{i=1}^{n}{\mu (A_{i})}}.
Insbesondere lassen sich Inhalte unter gewissen Umständen von Halbringen zu Ringen erweitern.
Nullmenge
Eine Menge {\displaystyle A} aus {\displaystyle {\mathcal {C}}} heißt Nullmenge, wenn {\displaystyle \mu (A)=0} gilt.

### Prämaß
Ein σ-additiver (oder abzählbar additiver) Inhalt heißt Prämaß. Sei {\displaystyle \mu \colon {\mathcal {C}}\rightarrow [0,\infty ]} ein Inhalt, dann ist {\displaystyle \mu } ein Prämaß, wenn für jede Folge {\displaystyle (A_{i})_{i\in \mathbb {N} }} abzählbar vieler paarweise disjunkter Mengen aus {\displaystyle {\mathcal {C}}} mit {\displaystyle \textstyle \bigcup _{i=1}^{\infty }A_{i}\in {\mathcal {C}}} gilt:
{\displaystyle \mu \left(\bigcup _{i=1}^{\infty }A_{i}\right)=\sum _{i=1}^{\infty }\mu (A_{i}).}
Prämaße sind besonders wichtig für den Maßerweiterungssatz von Carathéodory. Er besagt, dass ein Prämaß zu einem Maß auf der vom Ring erzeugten {\displaystyle \sigma }-Algebra fortgesetzt werden kann. Ist das Prämaß {\displaystyle \sigma }-endlich, so ist diese Fortsetzung eindeutig.

### Maß

Abzählbare Additivität eines Maßes : Das Maß einer abzählbaren disjunkten Vereinigung ist gleich der Summe über die Maße der einzelnen Teilmengen.

Sei {\displaystyle \mu \colon {\mathcal {A}}\rightarrow {\overline {\mathbb {R} }}} eine Funktion, die jeder Menge {\displaystyle A} aus der σ-Algebra {\displaystyle {\mathcal {A}}} über {\displaystyle \Omega } einen Wert {\displaystyle \mu (A)} in der Menge {\displaystyle {\overline {\mathbb {R} }}} der erweiterten reellen Zahlen zuordnet (siehe unten wegen möglicher Verallgemeinerungen). Man nennt {\displaystyle \mu } ein Maß, falls folgende Bedingungen erfüllt sind:
- Die leere Menge hat das Maß null: {\displaystyle \mu (\emptyset )=0}.
- Positivität: {\displaystyle \mu (A)\geq 0} für alle {\displaystyle A\in {\mathcal {A}}}.
- Das Maß ist abzählbar additiv (auch σ-additiv): Sind {\displaystyle A_{1},A_{2},A_{3},\dotsc } abzählbar viele paarweise disjunkte Mengen aus {\displaystyle {\mathcal {A}}}, dann gilt:

{\displaystyle \mu {}\left(\bigcup _{k=1}^{\infty }A_{k}\right)=\sum _{k=1}^{\infty }{\mu {}(A_{k})}}.
Damit ist das Maß auch endlich additiv, indem man die Folge {\displaystyle A_{1},A_{2},\dotsc ,A_{n}\neq \emptyset ,A_{n+1}:=\emptyset ,\dotsc } paarweise disjunkter Mengen aus {\displaystyle {\mathcal {A}}} wählt.
Somit ist jedes Maß ein Prämaß über einer σ-Algebra, insbesondere gelten alle Eigenschaften für Inhalte und Prämaße. Man beachte, dass in Teilen der Literatur ein Maß wie das Prämaß definiert wird und das zugrunde liegende Mengensystem {\displaystyle {\mathcal {C}}} mit {\displaystyle \emptyset \in {\mathcal {C}}} über {\displaystyle \Omega } beliebig ist.

### Messraum, messbare Mengen, messbare Funktionen
Sei {\displaystyle {\mathcal {A}}} eine σ-Algebra aus Teilmengen von {\displaystyle \Omega }. Dann wird das Paar {\displaystyle (\Omega ,{\mathcal {A}})}  ein messbarer Raum oder Messraum genannt. Die Elemente {\displaystyle A} von {\displaystyle {\mathcal {A}}} heißen messbare Mengen. Eine Funktion {\displaystyle f\colon \Omega \to \Omega '} zwischen zwei Messräumen {\displaystyle (\Omega ,{\mathcal {A}})} und {\displaystyle (\Omega ',{\mathcal {A}}')} heißt messbar (genauer {\displaystyle {\mathcal {A}}}-{\displaystyle {\mathcal {A}}'}-messbar), wenn das Urbild jeder messbaren Menge messbar ist.
Es ist zu beachten, dass in der Maßtheorie zum einen von der Messbarkeit bezüglich eines Messraumes und zum anderen von der Messbarkeit nach Carathéodory bezüglich eines äußeren Maßes gesprochen wird. Letztere kann aber äquivalent als Messbarkeit bezüglich des durch das äußere Maß induzierten Messraumes betrachtet werden.

### Maßraum
Eine mathematische Struktur {\displaystyle (\Omega ,{\mathcal {A}},\mu )} heißt Maßraum, wenn {\displaystyle (\Omega ,{\mathcal {A}})} ein Messraum und {\displaystyle \mu } ein auf diesem Messraum definiertes Maß ist. Ein Beispiel für einen Maßraum ist der Wahrscheinlichkeitsraum {\displaystyle (\Omega ,{\mathcal {A}},P)}  aus der Wahrscheinlichkeitstheorie. Er besteht aus der Ergebnismenge {\displaystyle \Omega }, der Ereignisalgebra {\displaystyle {\mathcal {A}}} und dem Wahrscheinlichkeitsmaß {\displaystyle P}.

### Fast überall
Eine Eigenschaft gilt fast überall (oder {\displaystyle \mu }-fast überall oder für {\displaystyle \mu }-fast alle Elemente) in {\displaystyle (\Omega ,{\mathcal {A}},\mu )}, wenn es eine Nullmenge gibt, sodass alle Elemente im Komplement die Eigenschaft haben.
Man beachte, dass die Menge aller {\displaystyle \omega \in \Omega }, für die die Eigenschaft nicht gilt, nicht unbedingt messbar sein muss, sondern nur in einer messbaren Menge vom Maß null enthalten sein muss.
In der Stochastik wird auf dem Wahrscheinlichkeitsraum {\displaystyle (\Omega ,{\mathcal {A}},P)} die Eigenschaft fast überall auch als fast sichere (oder {\displaystyle P}-fast sichere) Eigenschaft bezeichnet.

### Vervollständigung
Teilmengen von Nullmengen nennt man vernachlässigbar. Ein Maßraum heißt vollständig, wenn alle vernachlässigbaren Mengen messbar sind. Es bezeichne {\displaystyle {\mathcal {N}}} die Menge aller vernachlässigbaren Mengen.
Das Tripel {\displaystyle (\Omega ,{\mathcal {A}}',\mu ')} nennt man Vervollständigung von {\displaystyle (\Omega ,{\mathcal {A}},\mu )}, wenn man setzt: {\displaystyle {\mathcal {A}}':=\{A\bigtriangleup N:A\in {\mathcal {A}},N\in {\mathcal {N}}\}} (wobei {\displaystyle \bigtriangleup } die symmetrische Differenz ist) und {\displaystyle \mu '(A\bigtriangleup N):=\mu (A)}.

### Beispiele
- Das Nullmaß, das jeder Menge {\displaystyle A} den Wert {\displaystyle \mu (A)=0} zuordnet.
- Ein Beispiel für einen Inhalt ist der Jordaninhalt, mit dessen Hilfe man das mehrdimensionale Riemann-Integral definieren kann.
- Das Zählmaß ordnet jeder Teilmenge {\displaystyle A} einer endlichen oder abzählbar unendlichen Menge die Anzahl ihrer Elemente zu, {\displaystyle \mu (A)=|A|}.
- Das Lebesgue-Maß auf der Menge der reellen Zahlen {\displaystyle \mathbb {R} } mit der Borelschen σ-Algebra, definiert als translationsinvariantes Maß mit {\displaystyle \mu (\left[0,1\right])=1}.
- Das Haar-Maß auf lokalkompakten Gruppen.
- Ein Wahrscheinlichkeitsmaß oder normiertes Maß ist ein Maß mit {\displaystyle \mu (\Omega )=1}.
- Das Zählmaß auf der Menge {\displaystyle \mathbb {N} } der natürlichen Zahlen ist unendlich, aber σ-endlich.
- Das kanonische Lebesgue-Maß auf der Menge {\displaystyle \mathbb {R} } der reellen Zahlen ist ebenfalls unendlich, aber σ-endlich, denn {\displaystyle \mathbb {R} } kann als Vereinigung abzählbar vieler endlicher Intervalle {\displaystyle \left[k,k+1\right]} dargestellt werden.

## Verallgemeinerungen
Eine mögliche Verallgemeinerung betrifft den Wertebereich der Funktion {\displaystyle \mu }.
- Man kann negative reelle oder komplexe Werte zulassen (signiertes Maß oder komplexes Maß).
- Ein weiteres Beispiel einer Verallgemeinerung ist das Spektralmaß, dessen Werte lineare Operatoren sind. Dieses  Maß wird insbesondere in der Funktionalanalysis für den Spektralsatz benutzt.
- Allgemein lassen sich Banachraum-wertige Maße betrachten. Siehe Vektorielles Maß. Die beiden letztgenannten sind ebensolche.

Eine andere Möglichkeit der Verallgemeinerung ist die Definition eines Maßes auf der Potenzmenge.
- Siehe äußeres Maß
- Eine andere Verallgemeinerung sind die zufälligen Maße (random measures). So kann ein Punktprozess, wie beispielsweise ein allgemeiner Poisson-Prozess, als zufälliges Zählmaß angesehen werden, das einer Menge die zufällige Anzahl der in ihr liegenden Punkte zuordnet.

## Ergebnisse
Der Satz von Hadwiger klassifiziert alle möglichen translationsinvarianten Maße im {\displaystyle \mathbb {R} ^{n}}: das Lebesgue-Maß ist ebenso ein Spezialfall wie die Euler-Charakteristik. Verbindungen ergeben sich ferner zu den Minkowski-Funktionalen und den Quermaßen.